# 莊士敦道炸彈襲擊電車案

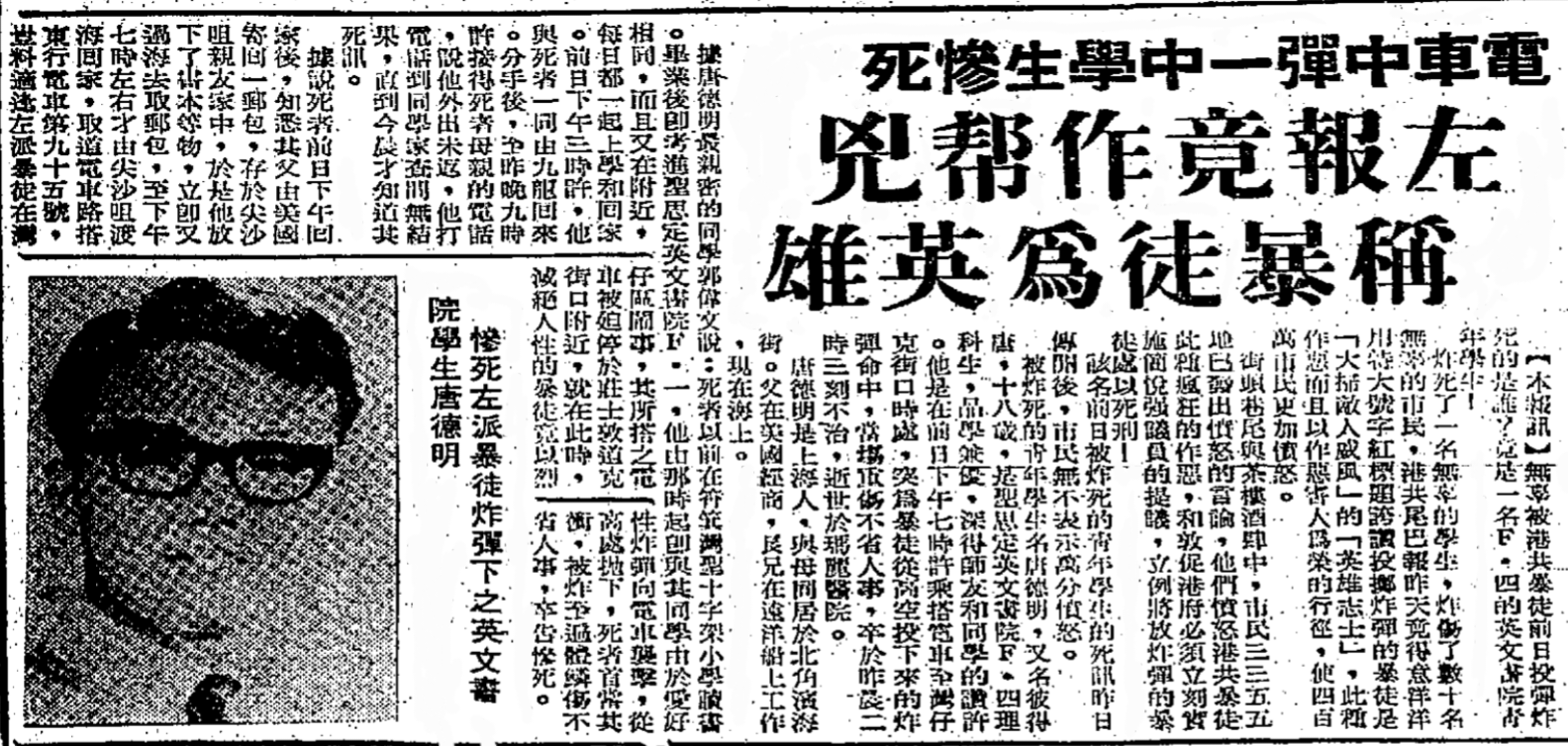
《工商日報》在1967年10月15日報導，在10月13日發生的炸彈襲擊電車事件中，電車乘客19歲中學生唐德明於昨日凌晨在瑪麗醫院傷重逝世

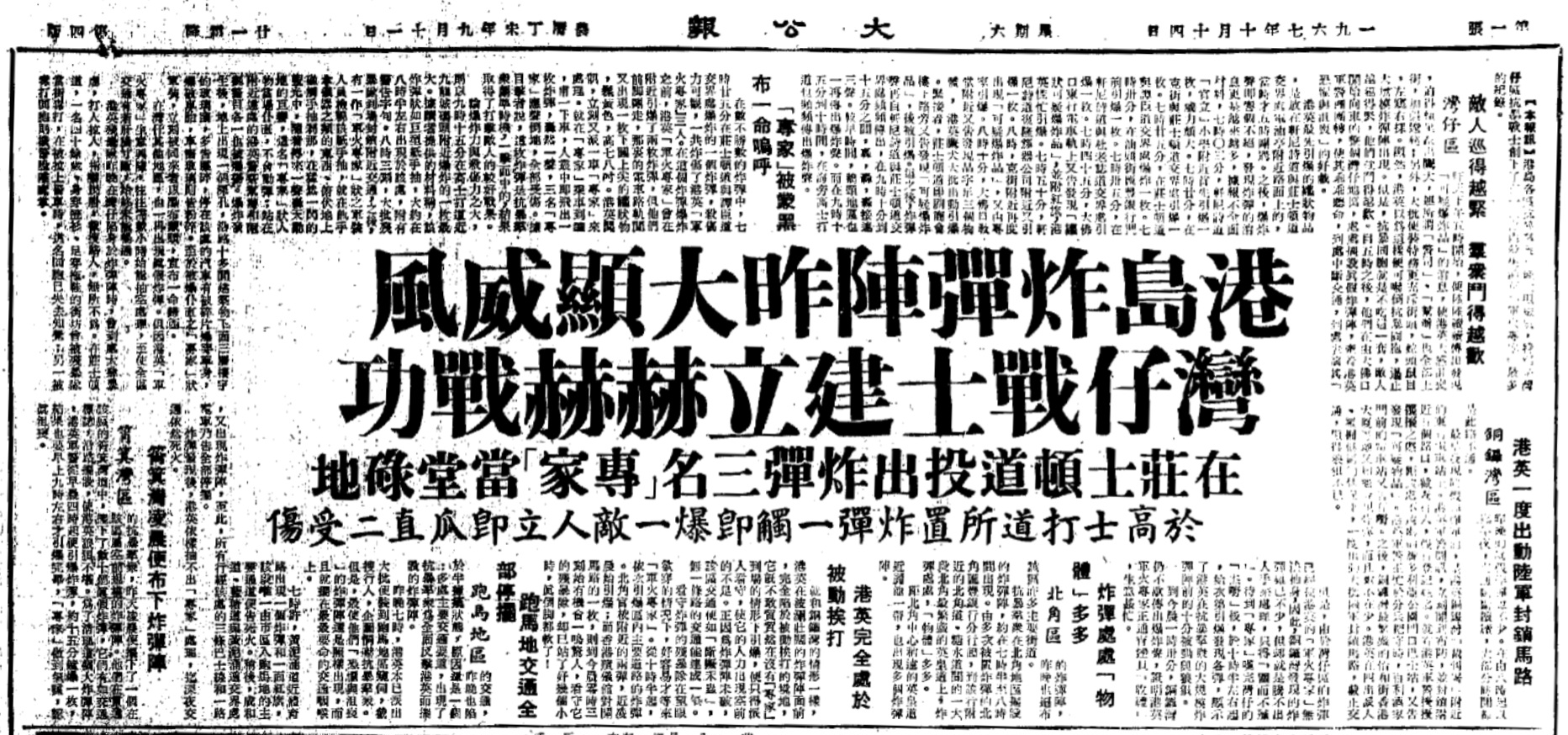
《大公報》在1967年10月14日向其讀者匯報昨天（10月13日）抗暴戰士放置在香港島的炸彈陣大顯威風，在灣仔建立赫赫戰功，標題又提到抗暴戰士在灣仔莊士敦道及高士打道投放炸彈的戰果

莊士敦道炸彈襲擊電車案是香港六七暴動期間的1967年10月13日發生的一宗炸彈襲擊香港電車的案件，一輛開往筲箕灣的電車當駛經灣仔莊士敦道近譚臣道交界時遭遇炸彈襲擊，一枚從高處向該輛電車投擲的炸彈在電車附近爆炸，造成12人受傷，其中乘坐該輛電車回家的19歲男學生唐德明被炸至重傷，於翌日凌晨不治。事發當日左派暴徒在香港島發動多宗炸彈襲擊，同樣是19歲的警員杜雄光也於當日在灣仔告士打道疏散市民期間被左派暴徒放置的炸彈炸死。

## 案發背景

### 左派組織伺機發起騷亂
1967年年初，由於中共支持的澳門左派在一二·三事件成功奪取澳門政局的主導權，中共中央香港工作委員會受到鼓舞，要在香港也發起類似的騷亂。新華社香港分社社長梁威林及副社長祈烽在內部會議總結澳門左派的鬥爭成果時，聲言也要在香港「大幹一場」，並利用中國日趨熾烈的文化大革命煽惑左派工會的工人及左派學校的學生參與暴動，新華社香港分社和左派陣營開始積極尋找挑起騷亂的機會。香港左派於1967年2月起先後利用南豐紗廠兩派工人發生毆鬥，港九的士罷駛及青洲英泥工潮，企圖將這三宗由勞資糾紛引起的事件擴大及政治化，藉此發動騷亂，但都沒有成功。直到同年5月新蒲崗大有街的香港人造花廠分廠發生罷工，終於成功利用勞資糾紛策動騷亂，並透過警民衝突擴大事件。同月，香港工會聯合會理事長楊光成立簡稱「鬥委會」的「港九各界同胞反對港英迫害鬥爭委員會」，開始以「反英抗暴」為名，利用最初由勞資糾紛引起的警民衝突，轉變成顛覆香港政府的連串騷亂。

### 策劃襲擊電車及試爆炸彈
1967年6月初，鬥委會開始討論發動炸彈襲擊。6月10日凌晨時分，有一名於多年前從廣東省公安廳調派到香港在華潤公司擔任經理的幹部，在北角電車站駛出英皇道的一段電車路軌上放置了一枚使用紙袋包裝的炸彈，企圖進行土製炸彈的實地試爆，時任《文匯報》總編輯金堯如在其回憶錄《香江五十年憶往》表示，剛收到有幹部未經指揮部同意便自行發動炸彈襲擊的消息時，鬥委會領導層一度感到震驚，並在內部會議引發激烈討論，有會議列席者認為擺放炸彈陣既可阻礙警察行動，使軍警疲於奔命，又可動搖市民對港府維持局勢的信心，打擊港府的統治威信，更可嚇阻支持港府鎮壓左派暴動的國民黨勢力，還能鼓動民眾進行顛覆港府的鬥爭，不過也有列席者擔心發動城市炸彈戰當傷及無辜時，可能會導致「反英抗暴」完全失去市民支持。至於被放置在北角電車路軌上進行測試的首枚土製炸彈，金堯如表示並未能成功引爆，隨後有一名打掃街道的清潔女工將這枚用紙袋包裝的炸彈當作垃圾清掃掉，所以除了放置這枚炸彈的參與者及鬥委會領導層的部分成員外，並沒有太多人知道在6月10日香港已出現這場暴動的首枚土製炸彈。

### 街頭炸彈襲擊浪潮
1967年7月，雖然已經越來越少人響應左派發起的罷工罷課及街頭騷亂，鬥委會卻決定要把「反英抗暴」的行動升級為炸彈襲擊，於左派開辦的中學，利用中學生在學校內的化學實驗室製造土製炸彈及武器。7月12日，大埔鄉事會會所發生計時炸彈爆炸，為城市恐怖主義在香港拉開序幕。隨後鬥委會發動街頭炸彈襲擊浪潮，當時在電車、巴士、渡輪碼頭及港九各區街頭，都發現放有真炸彈或疑似爆炸品，鬥委會意圖造成社會更大恐慌，企圖對香港政府加大壓力，在真假炸彈襲擊浪潮的半年間，香港各區街頭被發現放置八千多件真假炸彈，當中有一千多枚是真炸彈。與此同時，香港的左派媒體刊登大量鼓吹仇恨的發文，並且揚言對金庸及林彬等反對暴動及炸彈襲擊的政界或傳媒人執行「民族紀律」的最高刑罰。香港電車自7月起屢次成為左派暴徒炸彈襲擊的目標，包括北角有兩姊弟被炸彈炸死的1967年8月20日，當日午後有暴徒從北角英皇道旁的大廈投擲土製炸彈，企圖襲擊服務中的電車，雖然電車未有被暴徒的炸彈擲中，但這枚炸彈在西行線電車軌上爆炸，在附近的英皇道698及700號有三人被炸傷，其中一名傷者是14歲男童。

## 男生乘電車遇炸彈襲擊喪命

### 遇害者

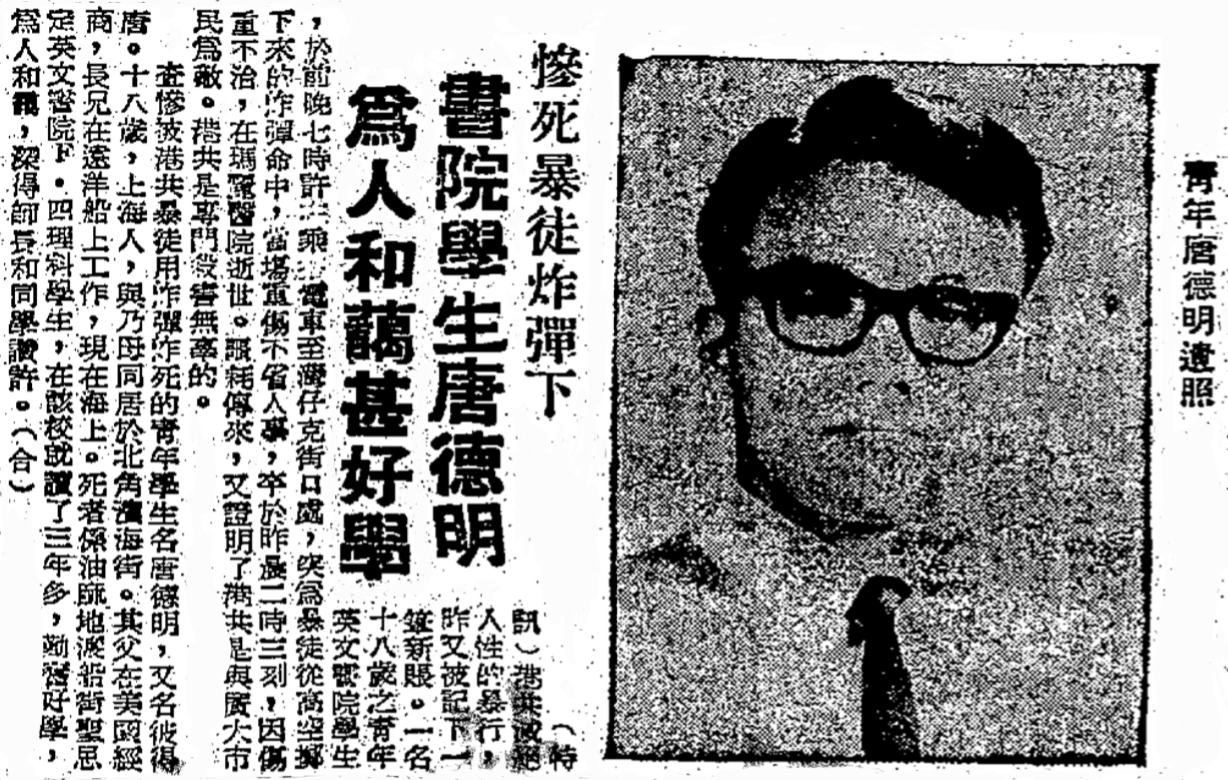
《華僑日報》在1967年10月15日報導於前晚被左派暴徒投擲炸彈殺害的中學男生唐德明，當時就讀於油麻地聖思定英文中學四年級理科，該校的師生均表示唐德明為人和藹好學

在電車遭遇炸彈襲擊事件中遇害的男乘客是唐德明，他是一位中學四年級理科學生，生於1948年2月17日，時年19歲，就讀於九龍油麻地渡船街的聖思定英文中學。唐德明是上海人，事發時他與母親同住於北角濱海街，父親則在美國經商，他還有一位在遠洋船上工作的兄長唐德龍，當時正身處於海上執勤。唐德明之前在筲箕灣聖十字架學校就讀小學，小學畢業後考上聖思定英文中學，該中學的教師和學生均形容唐德明為人和藹好學。

### 案發經過

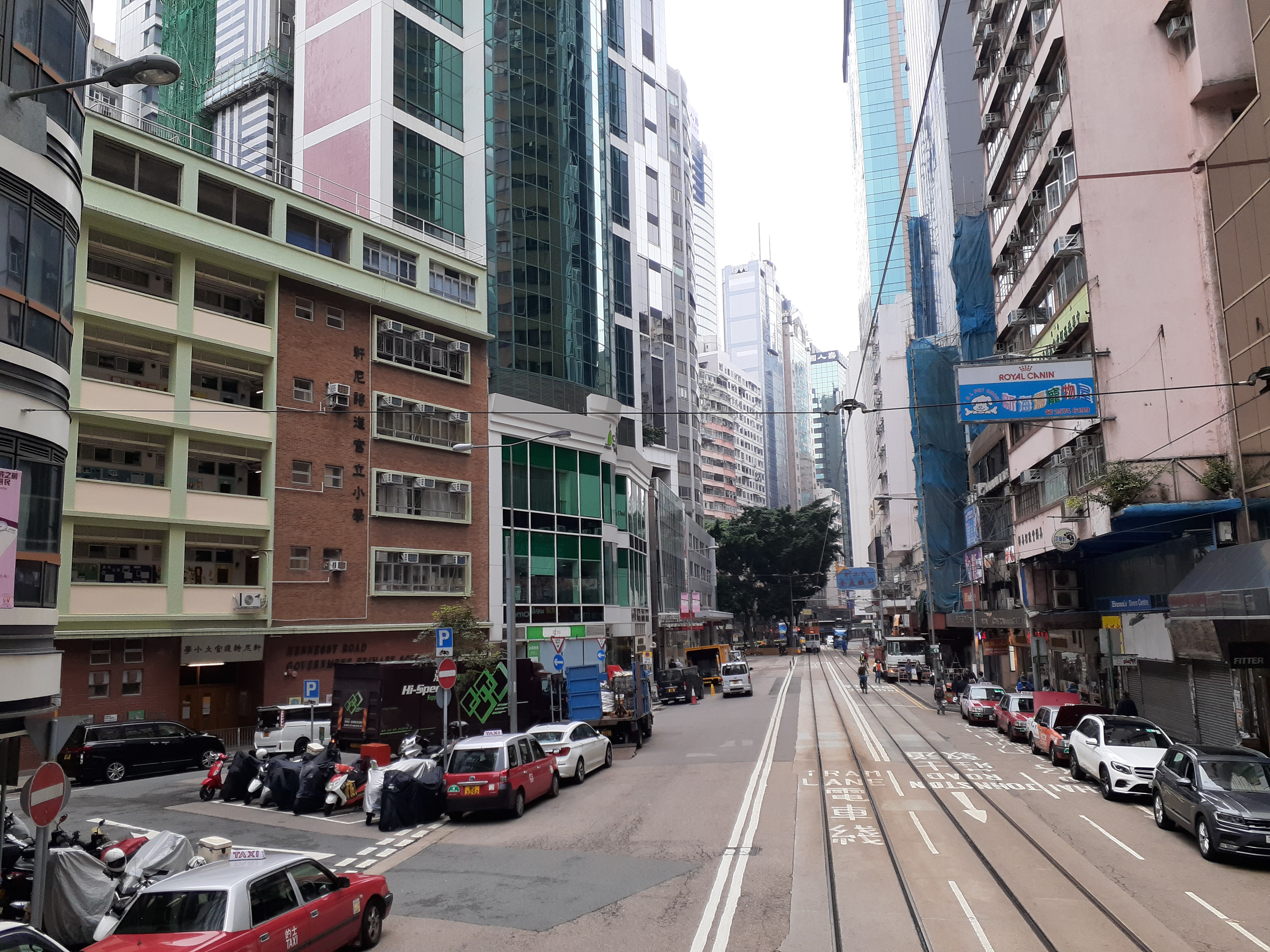
曾於1967年10月13日發生炸彈襲擊的一段灣仔莊士敦道電車路，在圖中左側橙紅色外牆的建築物是位處莊士敦道與譚臣道交界的軒尼詩道官立小學，自六七暴動於7月中惡化為炸彈浪潮起，該所官立小學對出的莊士敦道便屢次遭到左派暴徒投放真假炸彈，在案發當日的下午便有兩件懷疑爆炸品被放置在小學對出的電車路上，軍火專家到場拆彈時亦遭到匿藏於附近樓宇的左派暴徒投擲炸彈襲擊，到晚上更有左派暴徒向行駛中的電車投擲炸彈造成電車乘客死傷（攝於2020年4月）

1967年10月13日，唐德明在當日下午因為得知父親從美國寄給他一個包裹，包裹正寄存於九龍尖沙咀的親友家中，他在放學回家後便放下課本，到尖沙咀的親友家中收取包裹。他在取回包裹後，於晚上7時許乘渡輪回到香港島，再乘坐以筲箕灣為終點站的東行電車前往北角住所。晚上近8時，這輛編號95的電車沿灣仔莊士敦道駛至近譚臣道的交界，有匿藏於路旁樓宇的左派暴徒從高處向行駛中的電車投擲炸彈，並且發生爆炸，引致12人受傷，其中坐在電車三等廂（下層車廂）的唐德明首當其衝，頭部受重傷陷入昏迷，他由救護車緊急送往瑪麗醫院搶救，延至14日凌晨2時15分傷重死亡。唐德明的好友表示，在事發當晚的9時許曾經接獲唐德明的媽媽打來的電話，唐媽媽在電話中稱唐德明在下午外出後，至今仍未回到家中，因此致電給他的朋友和同學查詢兒子的下落，而他接到唐媽媽的來電後，也打電話給同學協助尋找唐德明，並一直等待回覆，卻在10月14日早上傳來唐德明在炸彈襲擊中遇害的噩耗。
在案發的10月13日晚上7時半至10時半之間，香港島灣仔及銅鑼灣一帶接連發生多宗炸彈襲擊，左派暴徒由灣仔莊士敦道、軒尼詩道、告士打道至銅鑼灣的馬路及電車路軌上放置多達數十枚真炸彈及懷疑爆炸品，並有數枚炸彈從馬路旁的樓宇由高處擲下，在發生電車被炸中的事件前已至少10人被其他炸彈所傷。最先發現炸彈的地點是灣仔菲林明道與莊士敦道交界，有一枚炸彈被放置於路口處，當警察到場戒備時，左派暴徒再由附近的樓宇從高處投擲炸彈，有數名路人及警員被炸彈爆炸的碎片所傷。在軒尼詩道官立小學所在的在莊士敦道與譚臣道交界的路口，有左派暴徒在小學門前的電車軌上放置兩枚炸彈，警方通報駐港英軍派員移除炸彈，軍部派出兩名軍火專家到發現炸彈的現場拆彈，左派暴徒卻於此時從附近的樓宇居高臨下投擲炸彈，正在執行拆彈任務的兩名軍火專家均告受傷。在警方呼籲下附近的商舖紛紛提早落閘收鋪，可是在莊士敦道188號地下的一家洋貨店，當店主收拾門前的物品準備關門時，突然又有炸彈在附近爆炸，57歲的黎姓店主及他10歲大的侄兒受傷。在灣仔軒尼詩道與克街的路口也被放置一枚炸彈，警察到場警戒期間，亦遭到左派暴徒從附近的樓宇投擲炸彈襲擊，一名警員被炸彈碎片擊傷。在灣仔海濱的告士打道與杜老誌道交界的路口附近，在距離灣仔碼頭的不遠處，有一枚炸彈在告士打道175至180號高氏大廈的前方爆炸，有三名在現場戒備的警察被炸傷，停泊於馬路旁的三輛汽車受損，附近的建築物亦彈痕纍纍，當中一名重傷的警員杜雄光於送抵醫院後證實死亡。香港警方於10月14日各懸紅5萬港元追緝在10月13日於灣仔分別發動兩宗炸彈襲擊並造成警員杜雄光及中學生唐德明喪生的兇徒。

### 殮葬安排

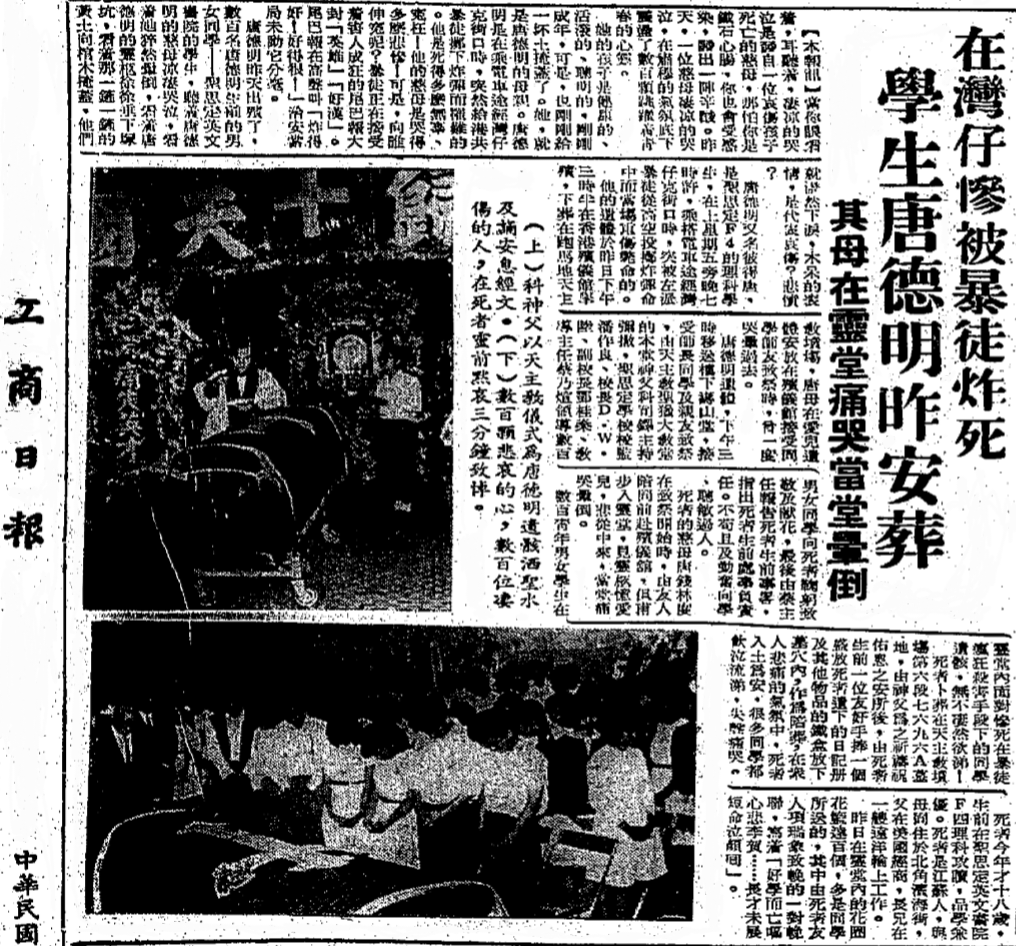
《工商日報》在1967年10月18日報導唐德明的喪禮在昨天舉行及下葬於跑馬地天主教墳場

1967年10月17日，唐德明的喪禮在香港殯儀館以天主教儀式舉行
，由北角天主教聖猶達聖堂的科明智（Anthony Formenti）神父主持喪禮，靈堂上的花圈放有寫上「痛失良才」的輓帶，出席喪禮的包括唐德明的親屬、親友及朋友，唐德明遇害時所就讀的油麻地聖思定英文中學，該校的校長、副校長、教務主任和教師，連同超過300名學生也到場致哀及獻花。在場擺放了過百個花圈，氣氛哀傷，唐德明的媽媽由友人陪同前往靈堂，唐母當看見兒子的靈柩時立即痛哭起來，一度昏倒，在默哀期間也有很多學生飲泣落淚。下午3時半，唐德明的靈柩被移送到跑馬地天主教墳場舉行葬禮，落葬於該墳場的第六段7696A墓穴。在撒土儀式上，唐的生前好友將一個收藏有唐德明日記的鐵盒放進墓穴中陪葬。

### 死因研訊及特恤金
1968年1月25日，死因裁判法庭在西區裁判署召開死因研訊，研判案中死者唐德明的死因，死因庭由林元芳法官主持，並由三位陪審員一同聽取供詞及裁決。警察總部高級法醫王陽坤在作供時表示，他於1967年10月14日接報到瑪麗醫院對唐德明的遺體進行驗屍，發現唐德明頭部右側的太陽穴有一道4英寸長的傷口，頭顱的左側亦有受傷，左腳踝也有傷口，而頭顱骨的頂部有一個邊緣參差不齊的缺口，內有瘀傷，腦部爆裂，且尋獲相信是來自炸彈的金屬碎片，法醫稱唐德明是被炸彈的金屬碎片擊穿頭顱骨，傷及腦部，並因為腦震盪及顱內出血致死。警察部林滿昌督察作供稱，1967年10月13日晚上7時30分有人在莊士敦道及譚臣道附近擺放數枚真炸彈及假炸彈，之後突然有一枚真炸彈從高處被擲下，一輛東行電車途經該處，炸彈在距離電車約15至30碼的半空爆炸，引致12人受傷，包括坐在電車三等座的唐德明，雖然唐被送院急救，但傷勢過重斃命，陪審員一致裁定唐德明死於被人謀殺，法官宣布死因庭以此存檔。1968年7月8日，騷亂賠償委員會宣布向六七暴動中的其中17名死傷者發放合共71,700港元的特恤金；莊士敦道電車爆炸案的死者唐德明，其母親獲發放18,000元特恤金；於1967年8月20日的清華街慘案中被炸死的7歲女童黃綺文和2歲男童黃兆勳，其家屬共獲發放22,000元特恤金；於1967年11月8日荔枝角道炸彈襲擊案中，在太子道西和荔枝角道交界的一家洗衣店內，被在附近爆炸的炸彈碎片擊中腹部致死的10歲女童陳惠英，其母親獲發放12,000元特恤金；在該宗爆炸案中被炸彈碎片所傷致右眼永久失明的12歲男童胡漢傑，其母親亦獲發放6,000元特恤金。截至當日，騷亂賠償委員會已向六七暴動的死傷者家屬發放特恤金合共669,125港元。

## 外部連接
- HKRS152-1-100 TONG TAK MING（页面存档备份，存于）

 维基共享资源上的相關多媒體資源：莊士敦道炸彈襲擊電車案